# Enzsöl Ellák
Enzsöl Ellák, dr.  (1943. január 27. – 1995. augusztus 15.) magyar katolikus pap, író.

## Életpályája
A Rákoscsaba-Újtelepi plébánia római katolikus papja volt. Írásai Gyalogpap aláírással jelentek meg a ZSARU magazinban. Gyülekezete szerette, megbecsülte őt, őszintén elismerték munkáját, amit másokért tett. Szervezője volt a rendszerváltást követő években a Pünkösdi Kórustalálkozó elnevezésű kerületi kulturális rendezvénynek, amely a Budapest XVII., Szabadság sugárúti katolikus templomhoz kötődött. Szinte minden iskola és sok civil szervezet elküldte kórusait a többnapos rendezvényre minden évben. Később nemzetközi fesztivállá nőtte ki magát. Ellák atya több könyvet is írt egyedül és szerzőtársakkal egyaránt. Ő buzdította a kezdetekkor a Rotunda Énekegyüttest, amelynek otthont is adott.

## Emlékezete
- Sírja a Farkasréti temetőben a 7/8-as parcella 1. sor 687-es helyén található.[2]
- Egy irodalmi klub őrzi emlékét a XVII. kerületi Vigyázó Sándor Művelődési Házban.
- Budapest Főváros Közgyűlése az 551/2015. (IV. 29.) Főv. Kgy. határozatával a XVII. kerület, Úttörő utca nevű közterületet az Enzsöl Ellák utca elnevezésre nevezte át.[3]

## Könyvei
- Szeretet-hittan
- Szeretlek, mint medrét a folyó
- Családi ünnepek - Gazdasszonyképző
- Gondolatok a szerelemről